# Skagit Range
Skagit Range är en bergskedja i Kaskadbergen i sydvästra British Columbia, Kanada och nordvästra Washington, USA. 
Till bergskedjan hör bland annat Hope Mountain, Mount Barr, Cheam Peak, Mount Rexford, Slesse Mountain och Canadian Border Peak.